# Xi'an Olympic Sports Center
El Xi'an Olympic Sports Center (en chino: 西安奥体中心) es un complejo deportivo con un estadio de usos múltiples, un gimnasio y un centro acuático en Xi'an, provincia de Shaanxi, China.
El edificio se inauguró en octubre de 2020. El Xi'an Olympic Sports Center es la sede de las competencias de atletismo y deportes acuáticos de los Juegos Nacionales de China 2021, así como de las ceremonias de apertura y clausura.